# Hjalmar V. Pohjanheimo

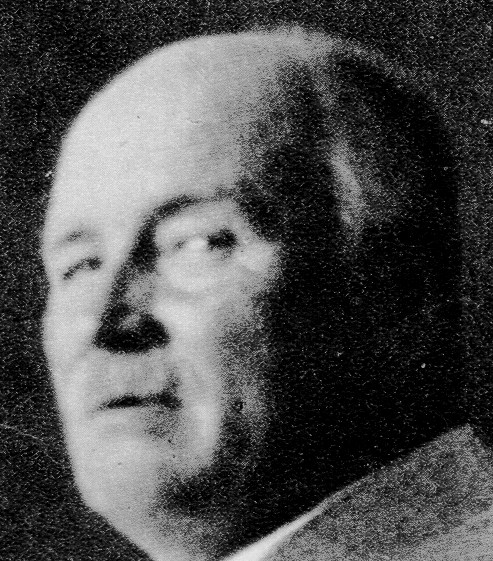
Hjalmar V. Pohjanheimo.

Hjalmar Viktor Pohjanheimo (fram till 1888 Sikanen och fram till 1907 Saarinen) född 22 december 1867 i Jyväskylä, död 20 augusti 1936 i Helsingfors, var en finländsk affärsman och filmproducent.
Pohjanheimo var självlärd sågmästare och engagerades inom filmindustrin sedan han flyttat till Helsingfors 1910. Fram till 1922 var han ägare av biografkedjan Lyyra, som fanns representerad med biografer i flera städer. Tillsammans med sönerna Birger, Asser, Hilarius och Adolf började Pohjanheimo producera egna filmer 1913, däribland polisdramat Salainen perintömäärys (1914). De verkliga dramafilmerna började produceras efter att regissören Kaarle Halme anslutit sig till företaget 1913. Fram till 1915 producerade Lyyra 14 spelfilmer och mellan 1920 och 1921 producerades tre kortare farser, i vilka Väinö Lehmus innehade huvudrollen. Medan produktionsbolaget dog ut i början av 1930-talets depression, hade Pohjanheimo det inledningsvis tämligen gott ställt; han ägde två gårdar i Kyyhkylä utanför S:t Michel och i Nurmlahti utanför Nurmijärvi. Slutligen försämrades hans ekonomi och under sina sista levnadsår var han vedförsäljare i Mosabacka.